# Oklahoma
Oklahoma (wymowa:/ˌoʊkləˈhoʊmə/ⓘ) – stan w Stanach Zjednoczonych leżący w środku południowej części kraju. Graniczy od północy ze stanami Kansas i Kolorado, od wschodu ze stanami Missouri i Arkansas, od południa z Teksasem, od zachodu z Nowym Meksykiem.
Na terenie stanu dominują rozległe, równinne wyżyny. Równina wznosi się w kierunku zachodnim. Na wschodzie występują niewysokie pasma górskie, znane jako Kraina Ozark, z wyodrębnionym klimatem, także kulturowym.
Oklahoma zajmuje wysokie miejsce w kraju pod względem wartości produkcji paliw kopalnych, które obejmują ropę naftową i gaz ziemny.

## Symbole stanu
- Dewiza: Labor Omnia Vincit (w tłumaczeniu z łaciny: Praca wszystko zwycięża)
- Przydomek: Sooner State
- Znaczenie przydomka: od wyścigu do działek przez tzw. Sooners
- Znaczenie nazwy „Oklahoma”: stan czerwonych ludzi (z języka Czoktawów)
- Symbole: jemioła, judaszowiec, muchołówka

## Historia
- połowa XVI wieku – odkrycie obszaru dzisiejszego stanu przez Hiszpanów.
- 1682 – terytorium wchodziło w skład francuskiej Luizjany.
- 1803 – zakup Luizjany od Francji.
- 1819 – władze federalne przeznaczały terytorium dzisiejszego stanu dla tak zwanych pięciu cywilizowanych plemion indiańskich z terenów wschodnich (Czirokezi, Czoktawowie, Czikasawowie, Seminole, Krikowie).
- 1837 – proklamowanie Terytorium Indiańskiego.
- 1830-1842 – przesiedlanie kolejnych plemion Indian na Terytorium Oklahomy.
- 23 marca 1889 – prezydent Benjamin Harrison ogłosił, że za 30 dni w południe większa część Terytorium Indiańskiego zostanie otwarta dla białych.
- 22 kwietnia 1889, godzina 12.00 – nowi osadnicy przekroczyli granicę Terytorium (tzw. "wyścig po ziemię").
- 1901 – odkrycie pola naftowego Red Fork Field wyniosło Tulsę do rangi „światowej stolicy ropy naftowej”.
- 16 listopada 1907 – Oklahoma została przyjęta do Unii jako 46. stan.
- lata 30. XX wieku – susza. W jej wyniku, oraz z powodu kryzysu gospodarczego, wielu farmerów opuściło stan.
- 19 kwietnia 1995 – największy zamach terrorystyczny na terenie Stanów Zjednoczonych przed atakiem na Nowy Jork i Waszyngton w dniu 11 września 2001 roku – zamach terrorystyczny w Oklahoma City

## Polityka
Władzę ustawodawczą na szczeblu stanowym sprawuje dwuizbowa Legislatura Oklahomy, składająca się z liczącego 48 członków Senatu oraz Izby Reprezentantów, w której zasiada 101 deputowanych. Głównym organem władzy wykonawczej jest pochodzący z wyborów bezpośrednich gubernator, któremu podlegają urzędnicy i instytucje niższego szczebla.
Stan jest skrajnie konserwatywny. To jedyny stan, w którym Barack Obama nie wygrał ani jednego hrabstwa w żadnym ze swoich wyścigów prezydenckich, podczas gdy Donald Trump wygrał wszystkie hrabstwa w obu swoich startach.

## Geografia
Większość Oklahomy obejmują otwarte równiny i niskie wzgórza prerii (Wielkie Równiny). Wiele rzek, które przepływają przez Oklahomę, zostało spiętrzonych w celu utworzenia jezior, a stan ma więcej sztucznych jezior niż jakikolwiek inny stan w kraju. Duże obszary leśne, takie jak góry Ouachita, są typowe dla wschodniej części stanu.
- Klimat: podzwrotnikowy, suma opadów zmniejsza się w kierunku zachodnim. Oklahoma znajduje się w pasie Alei Tornad[6]. Występują tutaj długie, gorące lata i krótsze zimy, które są mniej surowe niż te w stanach na północy[5].
- Główne rzeki: Arkansas, Canadian River, Red River
- Najwyższy szczyt: Black Mesa (1516 m n.p.m.)
- Liczba hrabstw: 77
- Największe hrabstwo: Oklahoma
- Liczba parków stanowych: 51

### Miasta
Na terenie stanu Oklahoma znajduje się 589 miast (city lub town), w tym 4 o liczbie ludności przekraczającej 100 000, 45 powyżej 10 000 mieszkańców, a 209 powyżej 1000 mieszkańców (2021 r.).

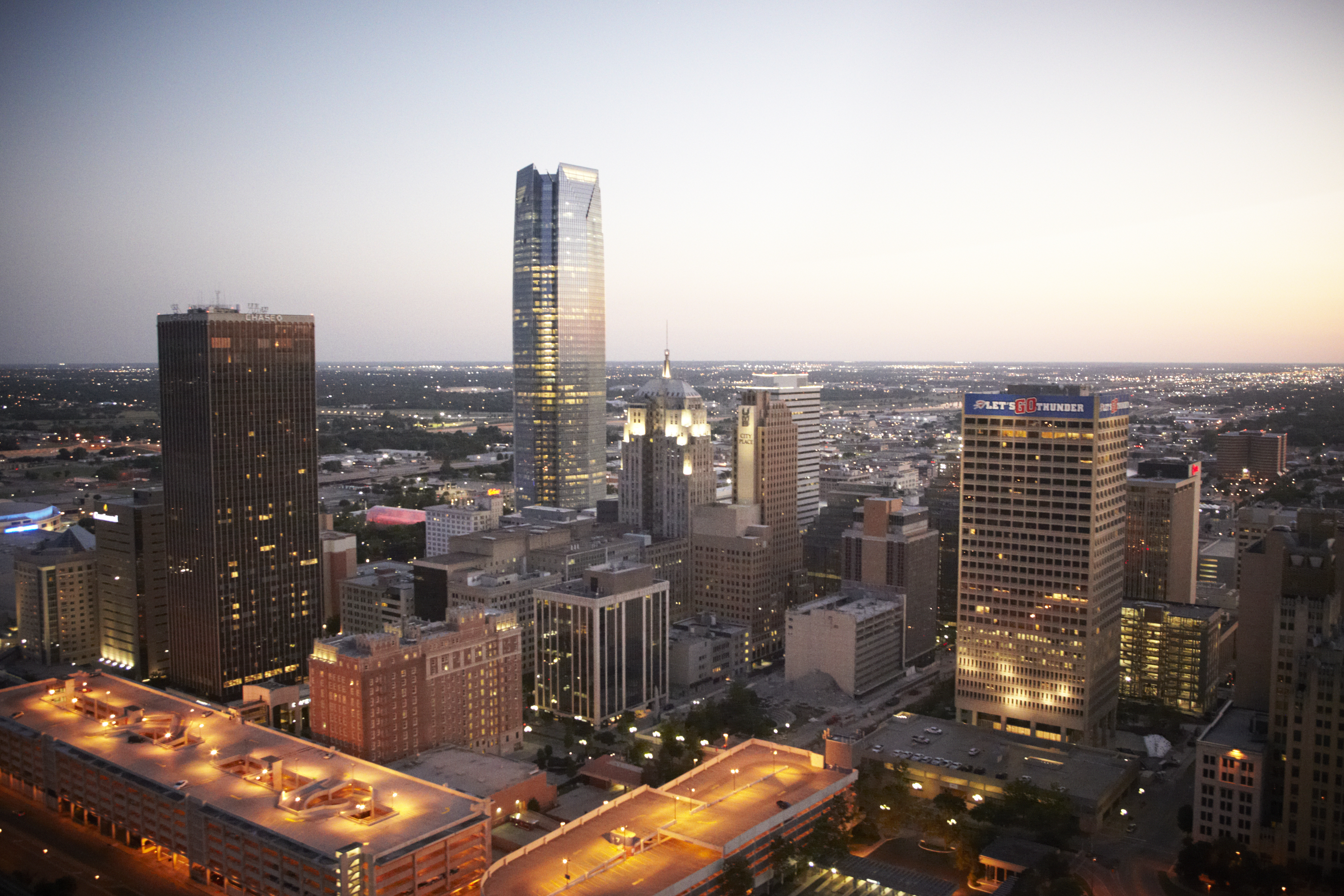
Obszar metropolitalny Oklahoma City obejmuje 1,5 mln mieszkańców.

Lista miejscowości zamieszkanych przez 5000 lub więcej osób (2021 r.):

- Oklahoma City (687 725)
- Tulsa (411 401)
- Norman (128 097)
- Broken Arrow (116 330)
- Edmond (95 341)
- Lawton (91 055)
- Moore (63 462)
- Midwest City (58 145)
- Enid (50 566)
- Stillwater (48 134)
- Owasso (38 732)
- Bartlesville (37 384)
- Muskogee (36 790)
- Shawnee (31 576)
- Bixby (29 242)
- Jenks (26 661)
- Ardmore (24 893)
- Yukon (24 623)
- Ponca City (24 398)
- Duncan (22 745)
- Sapulpa (22 213)
- Del City (21 604)
- Mustang (21 037)
- Bethany (20 514)
- Sand Springs (19 973)
- Claremore (19 419)
- Durant (19 088)
- Altus (18 717)
- McAlester (18 244)
- El Reno (17 774)
- Ada (16 842)
- Tahlequah (16 463)
- Chickasha (15 786)
- Glenpool (13 859)
- Miami (12 885)
- Guymon (12 561)
- Choctaw (12 223)
- Newcastle (12 204)
- Woodward (11 998)
- Weatherford (11 980)
- Elk City (11 570)
- Okmulgee (11 298)
- Guthrie (11 029)
- Warr Acres (10 445)
- Coweta (10 149)
- The Village (9483)
- Pryor Creek (9453)
- Blanchard (9225)
- Poteau (8822)
- Skiatook (8560)
- Sallisaw (8483)
- Clinton (8380)
- Collinsville (8346)
- Cushing (8184)
- Piedmont (7884)
- Wagoner (7846)
- Tuttle (7739)
- Catoosa (7410)
- Noble (7402)
- Seminole (7068)
- Grove (7033)
- Idabel (7004)
- Purcell (6602)
- Harrah (6352)
- Tecumseh (6349)
- Blackwell (6069)
- Pauls Valley (6031)
- Anadarko (5990)
- Holdenville (5775)
- Henryetta (5630)
- Verdigris (5461)
- Vinita (5189)
- Hugo (5174)
- Lone Grove (5045)

## Demografia

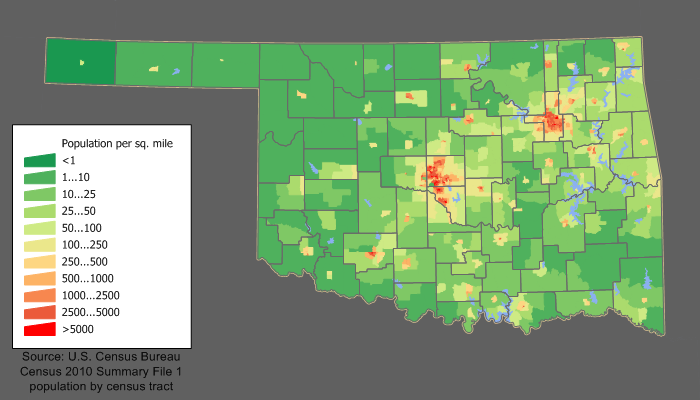
Gęstość zaludnienia Oklahomy

Spis ludności z roku 2020 stwierdza, że stan Oklahoma liczy 3 959 353 mieszkańców, co oznacza wzrost o 208 002 (5,5%) w porównaniu z poprzednim spisem z roku 2010. Dzieci poniżej piątego roku życia stanowią 6,5% populacji, 24,1% mieszkańców nie ukończyło jeszcze osiemnastego roku życia, a 16,1% to osoby mające 65 i więcej lat. 50,5% ludności stanu stanowią kobiety.

### Pandemia COVID-19
Populacja Oklahomy wzrosła o 0,85% w 2023 r., co jest najszybszym tempem od 2013 r. Nastąpiło to po dwóch kolejnych latach wzrostu o 0,7% w 2021 i 2022 r. Wzrost populacji napędzony został przez zwiększoną migrację krajową, spowodowaną przez pandemię COVID-19. Obszary metropolitalne Oklahoma City i Tulsy odnotowały największy wzrost populacji. Osoby przeprowadzające się do Oklahomy w zdecydowanej większości pochodziły ze stanów na zachód od Oklahomy (głównie z Kalifornii, gdzie obostrzenia były największe). Przepisy Oklahomy należały do najłagodniejszych w kraju, bez stanowego wymogu noszenia masek. Jako jedyny stan nie zamykał restauracji.

### Język
W 2010 roku najpowszechniej używanymi językami były:
- język angielski – 91,15%,
- język hiszpański – 5,89%.

### Rasy i pochodzenie
Według danych pięcioletnich z 2023 roku, 66,8% mieszkańców stanowi ludność biała (62,8% nie licząc Latynosów), 12,8% było rasy mieszanej, 7,4% to rdzenna ludność Ameryki, 7,1% czarni Amerykanie lub Afroamerykanie, 2,3% Azjaci i 0,19% to Hawajczycy i mieszkańcy innych wysp Pacyfiku. Latynosi stanowią 12,3% ludności stanu.
Do największych grup należą osoby pochodzenia niemieckiego (12,1%), angielskiego (10,6%), irlandzkiego (9,7%), meksykańskiego (9,5%), „amerykańskiego” (6,4%) i afroamerykańskiego. Do innych większych grup należą osoby pochodzenia szkockiego lub szkocko–irlandzkiego (113,4 tys.), nieokreślonego europejskiego (74,6 tys.), włoskiego (66,9 tys.), francuskiego (65,7 tys.), norweskiego lub szwedzkiego (47,2 tys.) i holenderskiego (38,5 tys.). Liczbę Polaków oszacowano na 29,8 tys. (0,75%).
Oklahoma posiada jeden z najwyższych odsetków populacji Indian w USA. Wśród nich dominują Czirokezi (116,5 tys.), Czoktawowie (48,7 tys.) i Krikowie (26,8 tys.).

### Religia
Struktura religijna w 2014 roku:
- protestanci – 69%:

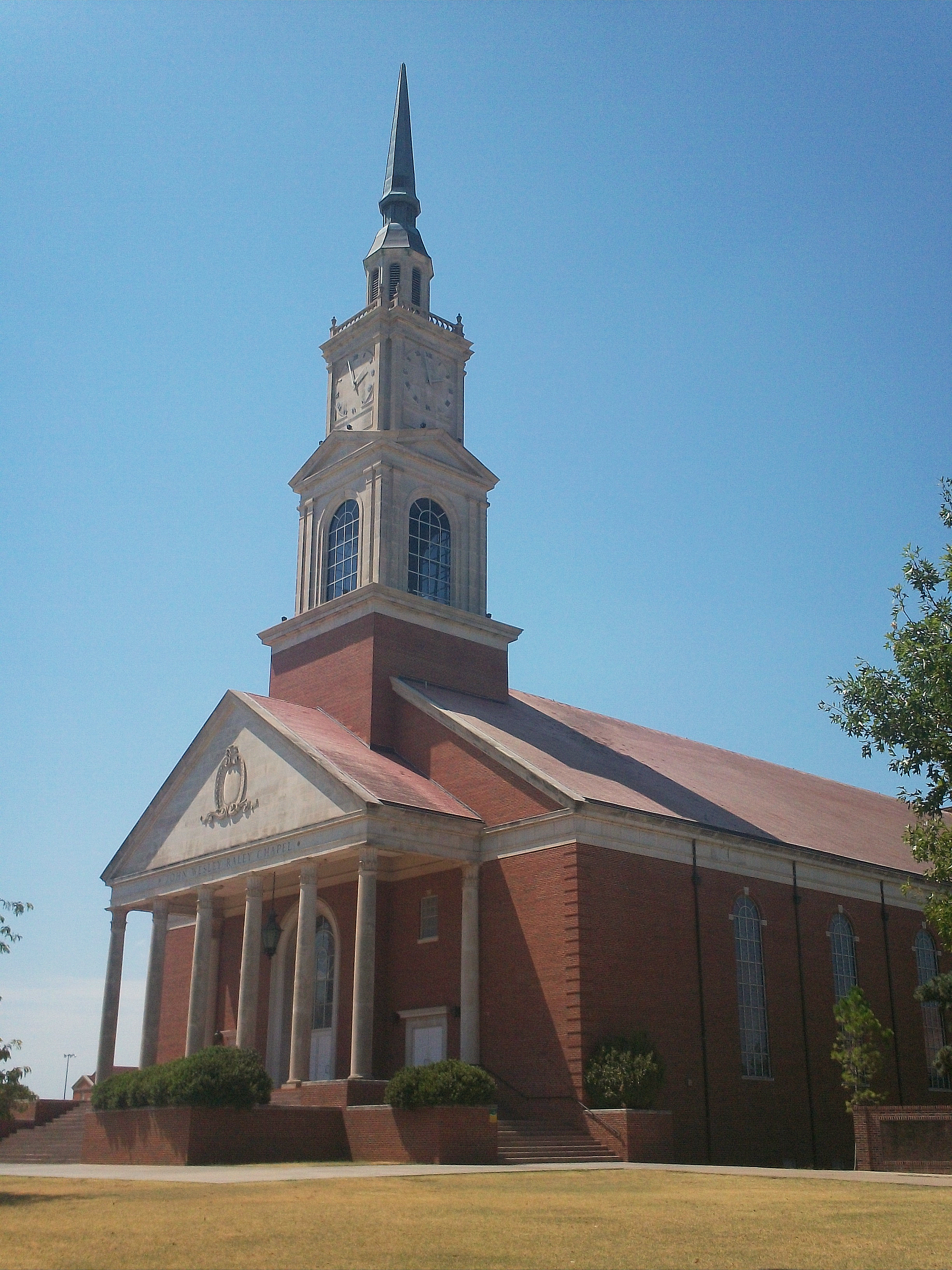
Kaplica baptystyczna na kampusie uniwersytetu Oklahoma Baptist University

  - ewangelikalni – 47% (gł. baptyści, bezdenominacyjni, zielonoświątkowcy i campbellici)[17]
  - głównego nurtu – 18% (gł. metodyści)[17]
  - historyczni czarni protestanci – 4%
- brak religii – 18% (w tym: 3% agnostycy i 4% ateiści)
- katolicy – 8%
- mormoni – 1%<
- pozostałe religie – 4% (w tym: świadkowie Jehowy, muzułmanie, buddyści, hinduiści, unitarianie uniwersaliści, żydzi, prawosławni, scjentyści, bahaiści i Kościół Jedności).

Wśród większości protestanckiej historycznie przeważali południowi baptyści i zjednoczeni metodyści, a polityczny i kulturowy konserwatyzm, który jest wynikiem ich obecności, włącza Oklahomę do tzw. pasa biblijnego. Fundamentalizm tych grup był główną przyczyną utrzymywania przez Oklahomę zakazu sprzedaży alkoholu aż do 1959 roku. 
W latach 2010-2020 największy wzrost członkostwa odnotowały: bezdenominacyjne zbory (+294 tys.), Kościół katolicki (+95,4 tys.), Kościół Boży (Anderson) (+24,1 tys.), Zbory Boże (+18,8 tys.) i Narodowa Misyjna Konwencja Baptystyczna Ameryki (+16,4 tys.).

## Gospodarka

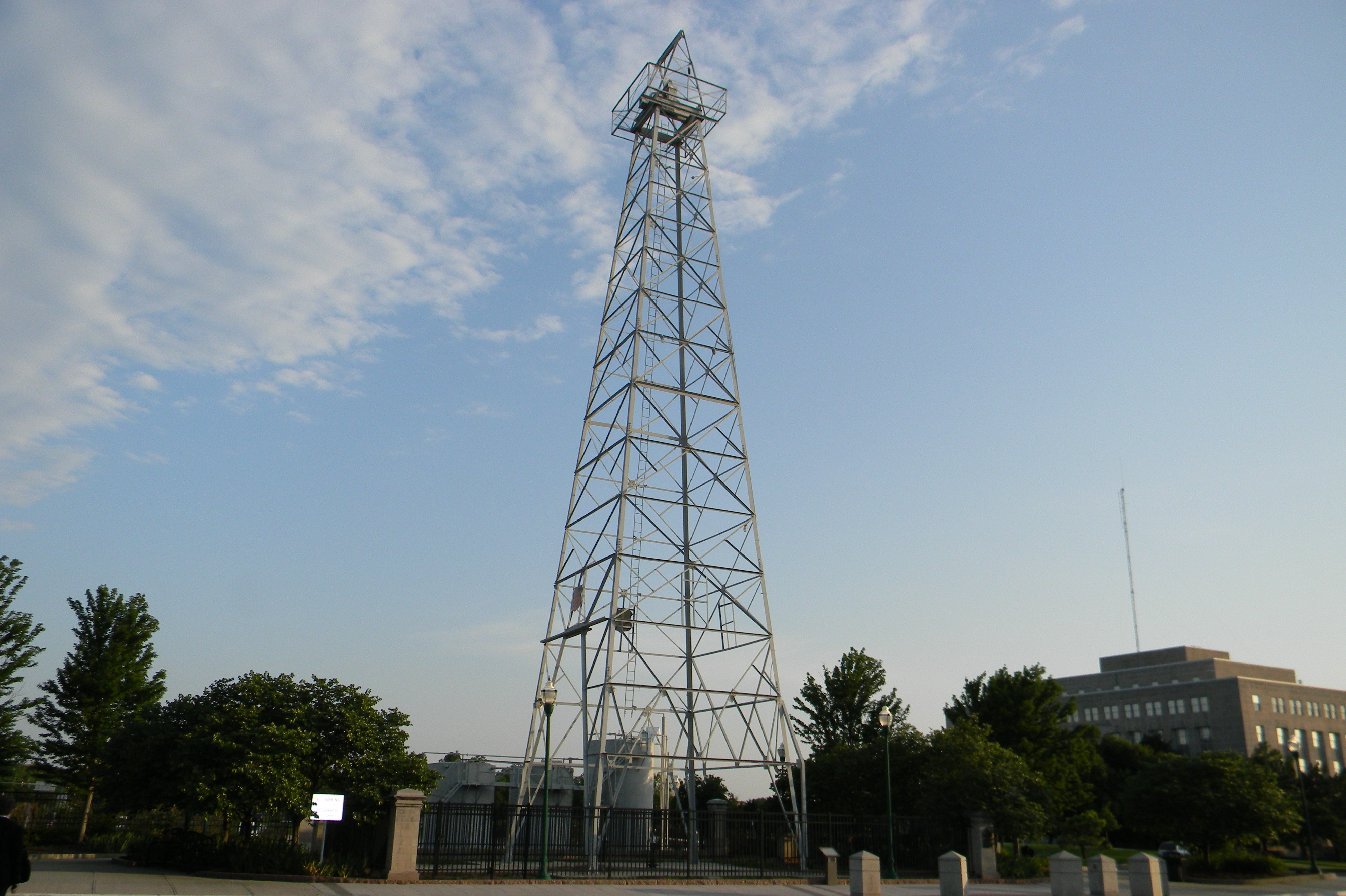
Platforma wiertnicza w Oklahoma City.

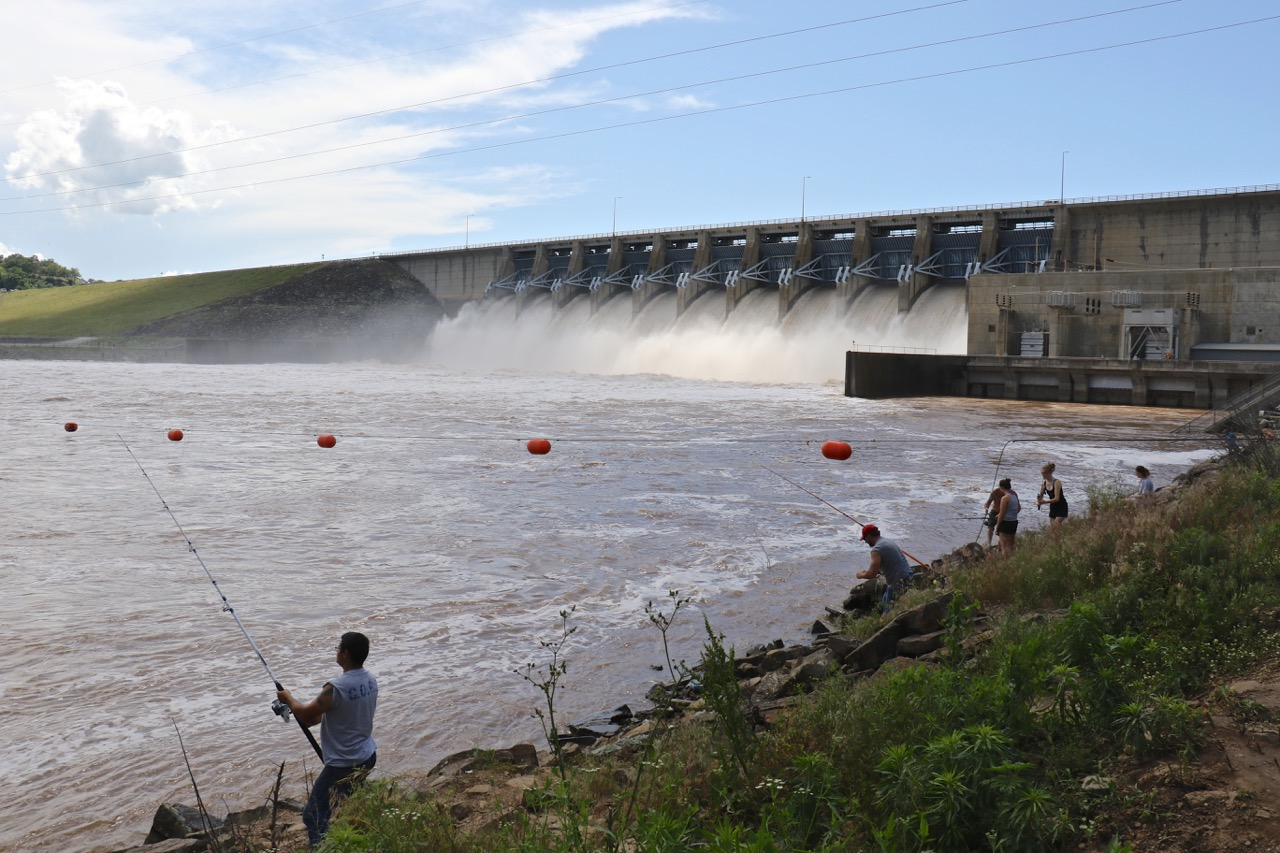
Wędkowanie przy zaporze Eufaula na Canadian River.

Głównymi pracodawcami w Oklahomie są usługi, następnie handel hurtowy i detaliczny, produkcja, finanse, ubezpieczenia i nieruchomości, transport i usługi komunalne, budownictwo i górnictwo. Gospodarka stanu napędzana wzrostem przemysłu wydobywczego, branży sztuki i rozrywki, oraz ogromnym wzrostem populacji, należy do najszybciej rozwijających się w kraju.

### Energia i przemysł
Oklahoma należy do piątki stanów USA o największej produkcji ropy naftowej i gazu ziemnego. Chociaż pola naftowe przeważają we wschodniej części stanu, a pola gazu ziemnego na zachodzie, to szyby naftowe znajdują się na obszarze całego stanu. Wschodnia Oklahoma to także region wydobywczy węgla bitumicznego.
Ponad połowa energii elektrycznej w Oklahomie wytwarzana jest przez elektrownie opalane gazem, a ponad jedna trzecia przez energię z wiatru. Stan zajmuje drugie miejsce w kraju, pod względem wytwarzania energii elektrycznej z wiatru. Z racji kilku rzek i dużych zbiorników posiada także znaczne zasoby energii wodnej. Stan nie posiada elektrowni jądrowych.
Oklahoma jest jedynym stanem w USA, który produkuje jod i jednym z trzech, które produkują hel. W parku stanowym Alabaster Caverns w pobliżu Freedom znajdują się największe na świecie złoża alabastru.

### Rolnictwo
Trzy czwarte powierzchni stanu zajmują pola uprawne. W stanie znajduje się 86 tysięcy farm (4. miejsce w kraju) o powierzchni 35,1 mln akrów.
- główne uprawy: pszenica, bawełna, kukurydza, soja, sorgo i orzeszki ziemne,
- hodowla: bydło, trzoda chlewna i drób,
- inne: produkty mleczne, produkcja siana (w tym siana z lucerny) i przemysł jajeczny[23].

## Informacje uzupełniające
- Atrakcje turystyczne:
  - Sporty motorowowodne na akwenie zbiornika sztucznego Lake Texoma na rzece Red River,
  - park stanowy z siedliskiem bobrów Broken Bow State Park,
  - tereny krainy Ozark na wschodzie stanu,
  - profesjonalna koszykówka NBA w Oklahoma City,
  - sport uniwersytecki, szczególnie futbol amerykański i koszykówka mężczyzn w wykonaniu drużyn:
    - Uniwersytet Oklahomy w Norman,
    - Uniwersytet Stanu Oklahoma w Stillwater.

  - wyścigi konne w Oklahoma City.